# Mikael Pittet
Pour les articles homonymes, voir Pittet.
Mikael Pittet, né le 23 mai 1975 à Lausanne, est un chercheur et professeur suisse.

## Biographie
Mikael Pittet a terminé sa thèse de doctorat en immunologie à l'Institut Ludwig pour la recherche sur le cancer et est diplômé de l'Université de Lausanne en 2001. Il a ensuite poursuivi des recherches post-doctorales au Massachusetts General Hospital (MGH), à la Harvard Medical School (HMS) et au Dana-Farber Cancer Institute (DFCI), à Boston (États-Unis).
Il est devenu professeur assistant à l'HMS en 2006, professeur associé en 2013 et professeur en 2019 (Département de radiologie). Ill a été nommé Samana Cay MGH Research Scholar en 2015 et nommé directeur du programme d'immunologie du cancer du CSB en 2016.
Après plus de quinze ans passés aux États-Unis, Mikaël Pittet est nommé en septembre 2021, professeur au Département de pathologie et immunologie de l’Université de Genève.

## Domaine de recherche
Mikael Pittet est un chercheur largement cité  en immunologie du cancer et en immunothérapie du cancer, en particulier dans les domaines de l'immunité innée et adaptative. Ses recherches portent sur la découverte de la façon dont le système immunitaire contrôle le cancer et d'autres maladies et comment il peut être exploité pour la thérapie,,. Il est connu pour utiliser l'imagerie moléculaire pour suivre les cellules immunitaires et les médicaments directement in vivo,. 
Les travaux du Professeur Pittet ont identifié comment les cancers sont régulés par diverses cellules immunitaires, y compris les cellules T cytotoxiques, les cellules T régulatrices, les macrophages, les monocytes, les neutrophiles et les cellules dendritiques. Ces cellules sont considérées comme des cibles thérapeutiques dans l'immunothérapie du cancer.

## Publications
Mikael Pittet est l'auteur de plus de 140 publications dans des revues à comité de lecture et a contribué à plusieurs manuels. Son travail a été cité plus de 25 000 fois et il a un h-index de 75.

## Prix
Les travaux de Mikael Pittet ont été récompensés par le prix de la bourse de recherche Samana Cay MGH 2015, le prix Robert Wenner 2016, le prix du chercheur distingué 2016  de l'Académie de recherche en radiologie et le prix de mentorat 2017 MGH. Mikael Pittet est reconnu comme un chercheur hautement cité sur la base de ses multiples articles qui se classent dans le top 1% en termes de citations dans tous les domaines et au cours de la dernière décennie 

## Publications principales
- « High frequencies of naive Melan-A/MART-1-specific CD8(+) T cells in a large proportion of human histocompatibility leukocyte antigen (HLA)-A2 individuals », J Exp Med, vol. 190, no 5,‎ 1999, p. 705–15 (PMID 10477554, PMCID 2195613, DOI 10.1084/jem.190.5.705)
- « Effector function of human tumor-specific CD8 T cells in melanoma lesions: a state of local functional tolerance », Cancer Res, vol. 64, no 8,‎ 2004, p. 2865–73 (PMID 15087405, DOI 10.1158/0008-5472.can-03-3066)
- « Regulatory T cells reversibly suppress cytotoxic T cell function independent of effector differentiation », Immunity, vol. 25, no 1,‎ 2006, p. 129–41 (PMID 16860762, DOI 10.1016/j.immuni.2006.04.015)
- « The healing myocardium sequentially mobilizes two monocyte subsets with divergent and complementary functions », J Exp Med, vol. 204, no 12,‎ 2007, p. 3037–47 (PMID 18025128, PMCID 2118517, DOI 10.1084/jem.20070885)
- « Ly-6Chi monocytes dominate hypercholesterolemia-associated monocytosis and give rise to macrophages in atheromata », J Clin Invest, vol. 117, no 1,‎ 2007, p. 195–205 (PMID 17200719, PMCID 1716211, DOI 10.1172/JCI29950)
- « In vivo imaging of T cell delivery to tumors after adoptive transfer therapy », Proc Natl Acad Sci U S A, vol. 104, no 30,‎ 2007, p. 12457–12461 (PMID 17640914, PMCID 1941490, DOI 10.1073/pnas.0704460104)
- « Imaging in the era of molecular oncology », Nature, vol. 452, no 7187,‎ avril 2008, p. 580–9 (PMID 18385732, PMCID 2708079, DOI 10.1038/nature06917)
- Swirski* FK, Nahrendorf* M, Etzrodt M, Wildgruber M, Cortez-Retamozo V, Panizzi P, Figueiredo JL, Kohler RH, Chudnovskiy A, Waterman P, Aikawa E, Mempel TR, Libby P, Weissleder R, Pittet MJ, « Identification of Splenic Reservoir Monocytes and Their Deployment to Inflammatory Sites », Science, vol. 325, no 5940,‎ 2009, p. 612–6 (PMID 19644120, PMCID 2803111, DOI 10.1126/science.1175202)
- « Intravital imaging », Cell, vol. 147, no 5,‎ 2011, p. 983–91 (PMID 22118457, PMCID 3824153, DOI 10.1016/j.cell.2011.11.004)
- « Origins of tumor-associated macrophages and neutrophils », Proc Natl Acad Sci U S A, vol. 109, no 7,‎ 2012, p. 2491–6 (PMID 22308361, PMCID 3289379, DOI 10.1073/pnas.1113744109)
- « The spleen in local and systemic regulation of immunity », Immunity, vol. 39, no 5,‎ 2013, p. 806–18 (PMID 24238338, PMCID 3912742, DOI 10.1016/j.immuni.2013.10.010)
- « MicroRNA-mediated control of macrophages and its implications for cancer », Trends Immunol, vol. 34, no 7,‎ 2013, p. 350–9 (PMID 23498847, PMCID 3700601, DOI 10.1016/j.it.2013.02.003)
- « Angiotensin II Drives the Production of Tumor-Promoting Macrophages », Immunity, vol. 38, no 2,‎ 2013, p. 296–308 (PMID 23333075, PMCID 3582771, DOI 10.1016/j.immuni.2012.10.015)
- « Imaging macrophages with nanoparticles », Nat Mater, vol. 13, no 2,‎ 2014, p. 125–38 (PMID 24452356, DOI 10.1038/nmat3780)
- « PF4 Promotes Platelet Production and Lung Cancer Growth », Cell Rep, vol. 17, no 7,‎ 2016, p. 1764–1772 (PMID 27829148, PMCID 5108525, DOI 10.1016/j.celrep.2016.10.031)
- « Immunogenic Chemotherapy Sensitizes Tumors to Checkpoint Blockade Therapy », Immunity, vol. 44, no 2,‎ 2016, p. 1–12 (PMID 26872698, PMCID 4758865, DOI 10.1016/j.immuni.2015.11.024)
- « SCS macrophages suppress melanoma by restricting tumor-derived vesicle–B cell interactions », Science, vol. 352, no 6282,‎ 2016, p. 242–246 (PMID 26989197, PMCID 4960636, DOI 10.1126/science.aaf1328)
- « The role of myeloid cells in cancer therapies », Nat Rev Cancer, vol. 17, no 4,‎ 2016, p. 375–8 (PMID 27339708, DOI 10.1038/nrc.2016.54)
- « In vivo imaging reveals a tumor-associated macrophage–mediated resistance pathway in anti–PD-1 therapy », Sci Transl Med, vol. 9, no 389,‎ 2017, eaal3604 (PMID 28490665, PMCID 5734617, DOI 10.1126/scitranslmed.aal3604)
- « Osteoblasts remotely supply lung tumors with cancer-promoting SiglecFhigh neutrophils », Science, vol. 358, no 6367,‎ 2017, eaal5081 (PMID 29191879, PMCID 6343476, DOI 10.1126/science.aal5081)
- « Recording the wild lives of immune cells. », Science Immunology, vol. 3, no 27,‎ 2018, eaaq0491 (PMID 30194240, PMCID 6771424, DOI 10.1126/sciimmunol.aaq0491)
- « Successful Anti-PD-1 Cancer Immunotherapy Requires T Cell-Dendritic Cell Crosstalk Involving the Cytokines IFN-γ and IL-12. », Immunity, vol. 49, no 6,‎ 2018, p. 1–14 (PMID 30552023, PMCID 6301092, DOI 10.1016/j.immuni.2018.09.024)
- « Single-Cell Transcriptomics of Human and Mouse Lung Cancers Reveals Conserved Myeloid Populations across Individuals and Species », Immunity, vol. 50, no 5,‎ 2019, p. 1317–1334.e10 (PMID 30979687, PMCID 6620049, DOI 10.1016/j.immuni.2019.03.009)